# SS Baldur
El SS Baldur (anteriormente conocido por su nombre de botadura: Jacob Christensen) fue un buque de carga construido en Inglaterra, aunque se hundió como alemán.

## Historial
La construcción del SS Jacob Christensen fue ordenada en 1920 y fue botado el 11 de octubre y entregado noviembre de ese mismo año. Continuó siendo un barco de propiedad británica bajo bandera noruega hasta 1923, cuando fue vendido a la A/S D/S Mathilda con base en Bergen (Noruega). El país escandinavo siguió teniendo la propiedad del barco hasta 1940, cuando Alemania invadió Noruega. Mientras esto sucedía, el Jacob Christensen estaba amarrado en el puerto de Rochefort, Francia debido a un problema en el motor. 
Con la invasión alemana de Francia, la tripulación del Jacob Christensen, viendo que el barco no estaría reparado para escapar al avance alemán, hundieron el barco el 18 de junio de 1940, escapando su tripulación en buques británicos. Al llegar al puerto los alemanes reflotaron y repararon el barco, renombrándolo SS Baldur. El barco se integró completamente al III Reich en 1941, a cargo de la compañía marítima Seereederei Frigga, con Hamburgo como puerto de registro.

## Hundimiento

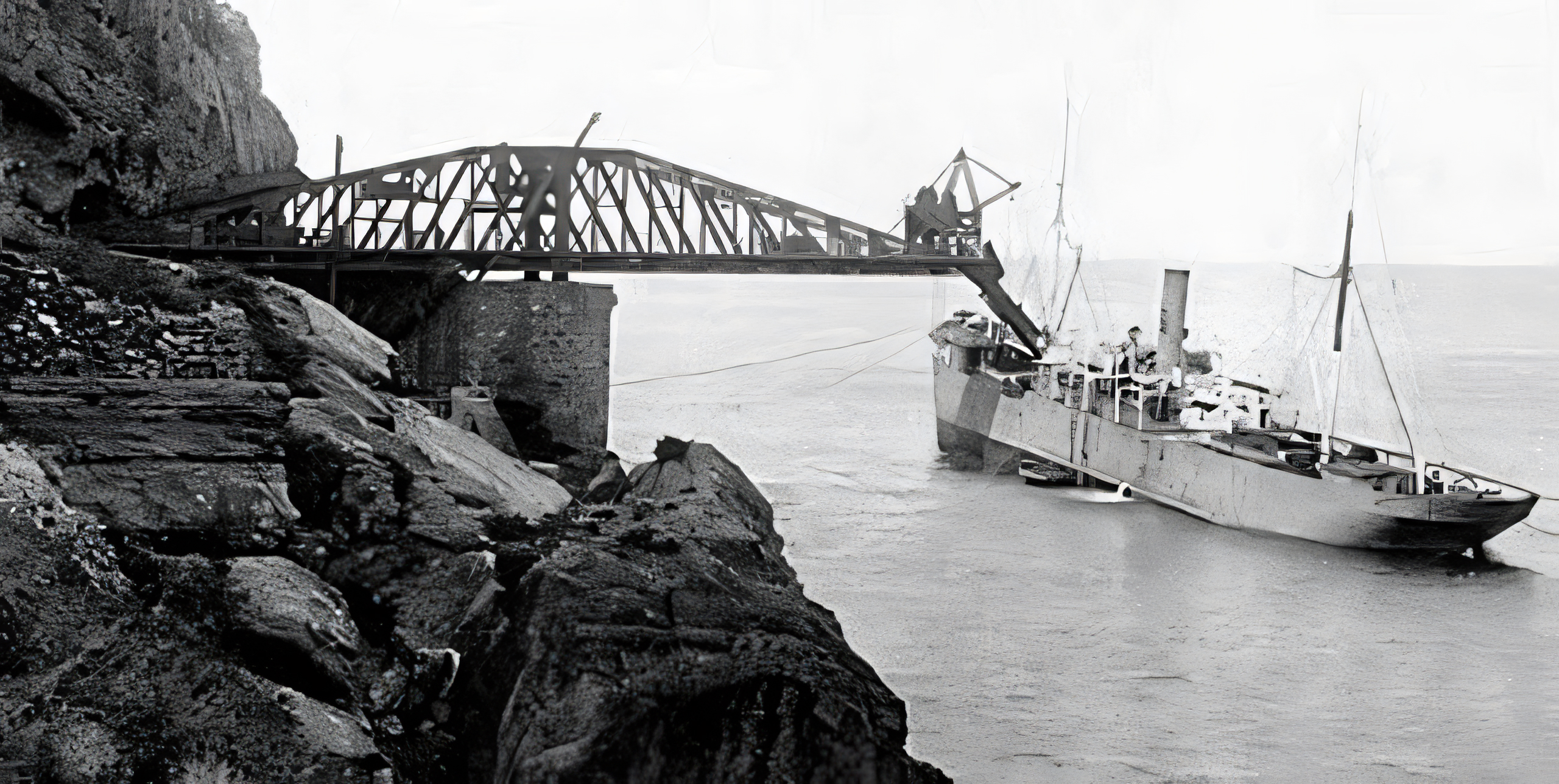
El SS Baldur en el cargadero de Saltacaballo momentos antes de ser hundido.

El Baldur sirvió como transporte de minerales de España a Alemania hasta 1944, cuando fue torpedeado por el submarino inglés HMS Sceptre mientras estaba fondeado en el cargadero de Saltacaballo, en Castro Urdiales (España). Este submarino ya venía de atacar en Bilbao al Hochheimer, de 1 762 toneladas de registro bruto (TRB), que iba protegido por los patrulleros alemanes “V-402” y  “V-405”, alcanzando con sus torpedos al mercante alemán que se hundió pasada la medianoche.
El ataque al Baldur ocasionoó, aparte del hundimiento del buque, la muerte de cuatro personas, dos tripulantes alemanes, más un francés y el encargado del amarre, Román Gabriel Pérez Quintana, natural de la localidad, de 49 años. También el cargadero quedó inutilizado durante dos años, hasta que quedó acondicionado. El gobierno británico pidió disculpas por la violación de las aguas jurisdiccionales españolas, descargando toda la responsabilidad en el comandante del submarino. El bilbaíno de origen británico Arthur Dyer, agente del MI6 en Bilbao, fue el que alertó de la presencia del Baldur a sus superiores de la Royal Navy, preparando el futuro ataque.
Hoy en día su pecio sigue ahí y se puede visitar buceando.